# Sant Pere de Savallà del Comtat
Sant Pere de Savallà del Comtat és l'església parroquial de Savallà del Comtat (Conca de Barberà). L'altar major està dedicat a sant Pere i les capelles laterals al Sant Crist i a la Mare de Déu del Roser. És una església barroca inclosa en l'Inventari del Patrimoni Arquitectònic de Catalunya.
L'església va ser construïda sobre una anterior romànica de la qual no en queda cap vestigi i només es conserven alguns elements litúrgics. L'edifici té una coberta de dos vessants. La façana principal és senzilla, amb una portalada adovellada amb una dovella central més gran on hi ha gravat l'escut de sant Pere (amb les claus i la tiara papal) i la data de consagració, l'any 1786. El campanar destaca per la seva planta quadrada amb merlets triangulars.
Aquesta parròquia va pertànyer al Bisbat de Vic fins a l'any 1957 i junt a la de Santa Coloma de Queralt en aquest any passaren a l'Arxidiòcesi de Tarragona.